# Vacancy
Vacancy es una película de terror norteamericana de 2007 dirigida por Nimród Antal, y protagonizada por Luke Wilson y Kate Beckinsale.
También llamada “Hotel sin salida” o “Habitación sin salida”, es un thriller de terror que se adentra en el macabro mundo de las películas snuff. El responsable del guion, Mark L. Smith, se inspiró en moteles de carretera que parecen esconder secretos y la dirección corrió a cargo de Nimród Antal. En la trama hay algunos guiños a Alfred Hitchcock, como la presentación de los personajes en los primeros minutos para después entender los elementos externos que contribuyen al suspenso. Pero la película no es solo de terror, tiene también escenas gore y de acción como otros de sus pilares básicos. El reparto es reducido, como los cánones clásicos del cine de terror. El matrimonio atemorizado está formado por Luke Wilson y Kate Beckinsale. El propietario del motel es Frank Whaley.

## Argumento
David y Amy Fox, afrontan su último viaje en auto antes de su divorcio. Es de noche y, tras David esquivar un animal, se pierden y su coche sufre una avería. Luego de dejar el coche con un mecánico, deciden pasar la noche en un motel. Allí les recibe Mason, el gerente, el cual les da la habitación número 4, no sin antes decirles que el mecánico vuelve al día siguiente. En la sucia habitación donde se alojan, la pareja descubre unas cintas de video rodadas en esa misma sala donde se muestran asesinatos muy reales. David y Amy sienten que ellos serán las próximas víctimas. Tras esto, deciden escapar a través de los árboles, sin embargo, son sorprendidos por los asesinos, armados con cuchillos, por lo cual regresan a refugiarse en la habitación.
David, planea llegar al teléfono público que está en el motel, y al llamar a emergencias, quien contesta su llamada es Mason. Luego, uno de los asesinos intenta arrollar a David con su coche, pero logra esquivarlo y corre a la habitación. David le pide a Amy buscar en la habitación algo que pueda usar como arma, por lo que David golpea el espejo del baño para usar uno de los pedazos a manera de cuchillo, mientras son observador por Mason. Después, Amy despierta, luego de dormir a causa de sus pastillas, mientras David revisa los videos para buscar sus errores y poder escapar. David descubre una trampilla que lleva a una serie de ductos subterráneos. En eso, un chófer llega al hotel, pero resulta estar vinculado con Mason y los asesinos, pues Mason, le entrega una caja con películas snuff. Después, David y Amy cruzan los ductos subterráneos hasta llegar a la habitación de Mason, Amy llama al 911. Mason y uno de los asesinos aparecen y la pareja se esconde. Sin embargo, Mason observa que Amy no colgó bien el teléfono, observa la manija de la trampilla y, furioso, ordena a los asesinos bajar y perseguirlos. David y Amy escapan hacia la estación de gasolina, ubicada a unos metros del motel, y David, estresado por las preguntas de Amy acerca de su situación de peligro, le responde de manera agresiva. Luego, ambos se piden perdón por todo lo que ha pasado entre ellos, incluido su matrimonio, y David tranquiliza a Amy diciéndole que cuando salven sus vidas su relación iniciaría de nuevo, y se besan.
Después, un policía llega al motel tras rastrear la llamada de Amy. Mientras el oficial revisa los cuartos, uno de los asesinos llega a donde están David y Amy. Mientras David contiene al asesino, el oficial mira la televisión y se da cuenta de los asesinatos. Asustado, saca su pistola y, con una de las cintas, se dispone a irse. David y Amy corren hacia él y los tres suben a la patrulla. Allí se dan cuenta de que las comunicaciones fueron cortadas y que el coche ha sido averiado. El oficial revisa el coche, pero uno de los asesinos aparece y lo mata. David y Amy corren y cruzan las habitaciones, él rompe una ventana y coloca un trozo de la blusa de Amy para hacer creer que ella escapó. David oculta a Amy y sale hacia la recepción del motel a buscar armas, pero uno de los asesinos aparece y lo ataca. Mientras, Mason graba su muerte y después les ordena a los asesinos buscar a Amy y "terminar el trabajo". Al amanecer, Amy baja de su escondite y gatea hacia el cuerpo de David, pero uno de los asesinos aparece y Amy corre hacia el coche.  Amy arranca el coche y después lo estrella en la habitación número 4, matando con ello a los asesinos. Uno de ellos resultó ser el mecánico con el que se encontraron la noche anterior.
Mason trata de abrir una puerta y Amy sale del cuarto rumbo a la recepción, Mason observa los cadáveres de los asesinos y, furioso, sale del cuarto para encontrar y matar a Amy. Ella trata de llamar a emergencias pero no lo logra, después trata de alcanzar un arma, mientras Mason trata de estrangularla con una cadena, Amy lo rasguña y Mason, totalmente furioso, la golpea y después la filma con una cámara de video portátil. Amy lo patea en la entrepierna y Mason la golpea por medio de su mostrador y la pared. Sin embargo, Mason comete el error que le costaría la vida, al arrojar a Amy donde estaba la pistola y, con tres disparos, ella asesina a Mason. Luego, Amy sale hacia el cuerpo de David, llorando su supuesta muerte, pero, sorprendentemente, David está vivo, aunque gravemente herido. Amy corre a la recepción, toma el cable de teléfono del bolsillo de Mason, llama al 911 para poder ayudar a su esposo y después corre con David, dándole un beso, y finalizando la película

## Reparto
- Kate Beckinsale como Amy Fox.
- Luke Wilson como David Fox.
- Frank Whaley como Mason.
- Ethan Embry como Mechanic.
- Scott G. Anderson como Killer.

## Secuela
Vacancy 2: The First Cut escrita por Mark L. Smith, y dirigida por Eric Bross, se centra en como los empleados del motel empezaron con sus torturas.